# Gleichnis vom Blindensturz
Im Gleichnis vom so genannten Blindensturz (auch: Gleichnis vom blinden Blindenführer oder Gleichnis vom Blinden als Blindenführer) gebraucht Jesus das Bild eines Blinden, der einen anderen Blinden führt – und beide fallen zusammen in eine Grube. Es ist in den Evangelien im Neuen Testament der Bibel sowohl von Matthäus (Mt 15,14 ) als auch von Lukas (Lk 6,39 ) überliefert. Es wird daher angenommen, dass beide Evangelisten den Spruch in der Logienquelle Q vorgefunden haben. Der Spruch findet sich außerdem auch im Thomasevangelium (Logion 34).

## Inhalt
In der Version des Matthäusevangeliums wird Jesus von den Pharisäern gefragt, warum sich seine Jünger vor dem Essen nicht die Hände waschen. Jesus antwortet, dass nicht das, was durch den Mund in den Menschen hineinkomme, ihn unrein mache, sondern was aus dem Mund des Menschen herauskomme, das mache ihn unrein. Als seine Jünger Jesus darauf hinweisen, dass diese Worte die Pharisäer empörten, sagt er ihnen, sie sollten die Pharisäer lassen, denn diese seien „blinde Blindenführer“. Und wenn ein Blinder einen Blinden führe, so würden beide in eine Grube fallen.
Bei Lukas steht das Gleichnis in der Feldrede in völlig anderem Kontext in einer Folge verschiedener Einzelworte Jesu. Anders als bei Matthäus wird die Aussage hier in die Form zweier rhetorischer Fragen gekleidet und durch einen kurzen Einleitungssatz eigens eingeführt („Er gebrauchte auch einen Vergleich und sagte: ...“). Die aus zwei Fragen bestehende Parabel wird von manchen Auslegern für die ursprünglichere Form des Logions gehalten.
Das Thomasevangelium bietet den Spruch wie Matthäus in Form eines Konditionalsatzes.

## Deutung
Fritz Rienecker zufolge steht die Blindheit für den Mangel an geistlicher Erkenntnis der Pharisäer. Wer ihnen – und ihren mangelhaften geistlichen Vorstellungen – folgt, fällt demnach mit ihnen in eine Grube, kommt also nicht ins Reich Gottes.
Wolfgang Wiefel weist auf den Anspruch der geistlichen Anführer im Judentum hin, „Führer der Blinden“ zu sein. Von den Anführern der Jüngergemeinde fordert Jesus im Lukasevangelium somit, dass sie Sehende sein müssen, da nur Sehende den Weg weisen können.

## Künstlerische Rezeption

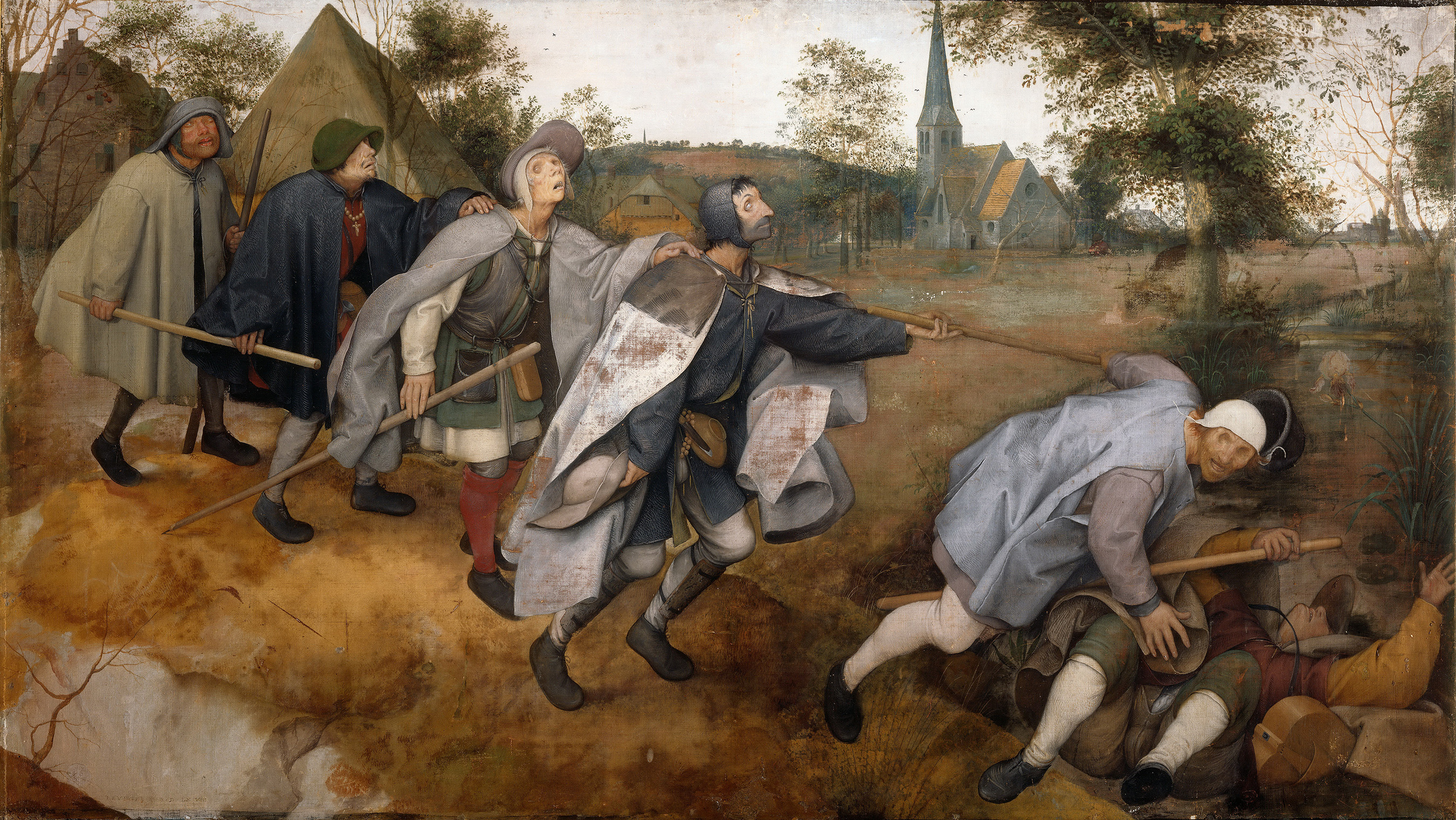
Gemälde Der Blindensturz von Pieter Bruegel dem Älteren, Tempera auf Leinwand, 1568

Verschiedene Künstler haben das Gleichnis rezipiert, das berühmteste Werk ist Der Blindensturz (1568) von Pieter Bruegel dem Älteren, das im Museo di Capodimonte in Neapel ausgestellt ist.
Elias Canetti, der Literatur-Nobelpreisträger von 1981, gibt im Kapitel „Simsons Blendung“ des zweiten Bandes seiner Autobiografie, Die Fackel im Ohr (Seite 111), eine Bildbeschreibung dieses Gemäldes, das – wie die Blendung Simsons – motivische Schlüsselfunktion für seinen Roman Die Blendung hat.
Der Schriftsteller Gert Hofmann hat mit der Erzählung Der Blindensturz (Darmstadt 1985) dem Meisterbild eine Meistererzählung über das Gemälde gegenübergestellt.

## Ähnliche Gleichnisse in anderen Kulturen
Laut Wiefel hat das Bild vom blinden Blindenführer „in der Antike sprichwörtlichen Charakter“ und ist schon bei Platon bekannt.
Ähnliche Gleichnisse über Blinde, die Blinde führen, finden sich auch in indischen religiösen Schriften. So heißt es in den Katha-Upanischaden:

„So laufen ziellos hin und her die Toren, wie Blinde, die ein selbst auch Blinder anführt.“

Auch die frühen buddhistischen Sutren des Pali-Kanon verwenden das Gleichnis:

„Angenommen es gäbe eine Reihe blinder Männer, jeder in Berührung mit dem nächsten: der erste sieht nichts, der mittlere sieht nichts, und der letzte sieht nichts. Ebenso, Bhāradvāja, gleichen die Brahmanen, was ihre Behauptung angeht, einer Reihe blinder Männer: der erste sieht nichts, der mittlere sieht nichts, und der letzte sieht nichts.“